# Helmut Peuser

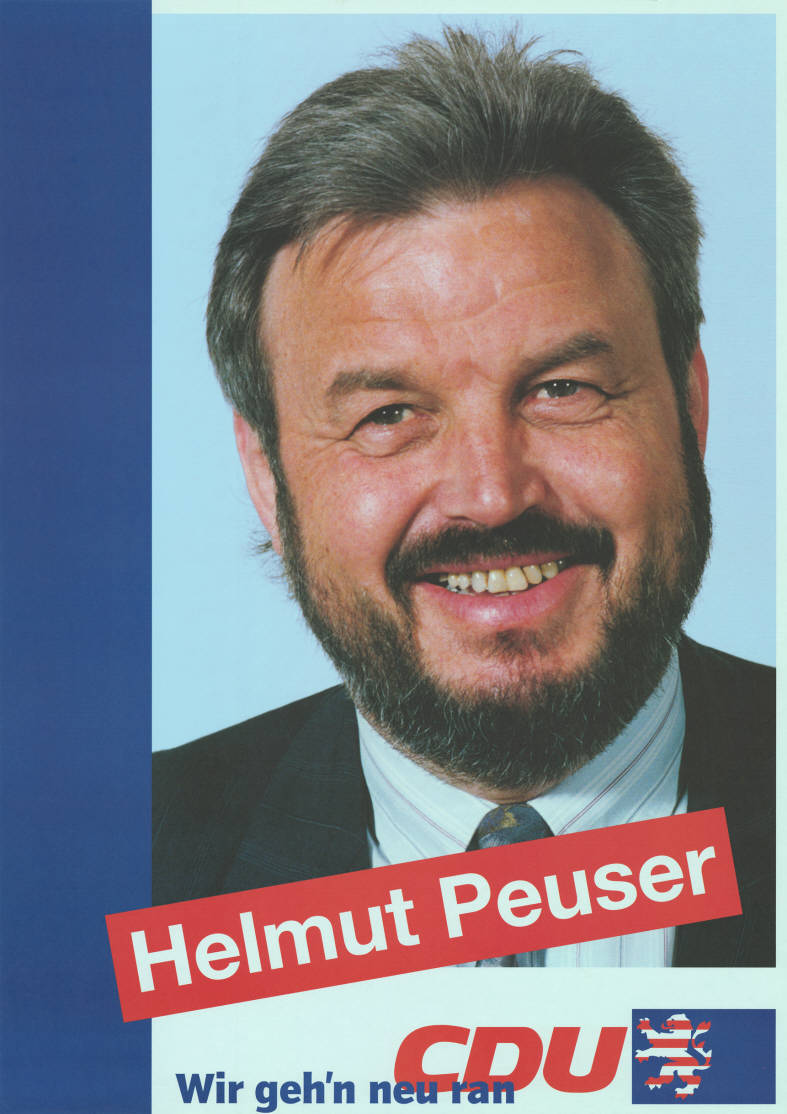
Helmut Peuser (Wahlplakat von 1999)

Helmut Peuser (* 27. April 1940 in Erbach im Taunus, heute Stadtteil von Bad Camberg; † 30. Januar 2024 ebenda) war ein hessischer Politiker (CDU) und Abgeordneter des Hessischen Landtags.

## Familie, Ausbildung und Beruf
Helmut Peuser wurde als Sohn des Polstermeisters Josef Peuser in Erbach geboren. Sein Vater war Gegner des NS-Regimes und ab 1945 langjähriger Bürgermeister von Erbach, die Mutter starb bei seiner Geburt. Nach dem Schulabschluss absolvierte Helmut Peuser von 1955 bis 1958 eine Schreinerlehre und arbeitete von 1958 bis 1967 in diesem Beruf. 1963 legte er die Meisterprüfung im Schreinerhandwerk ab und arbeitete von 1963 bis 1967 als selbstständiger Schreinermeister. Der praktizierende Katholik Helmut Peuser lebte seit 2015 wieder in seinem Geburtsort Erbach. In vielen Jahrzehnten wurde die Wallfahrtskapelle Maria Hilf Beselich sein liebgewordener Rückzugsort.
Er starb am 30. Januar 2024 an den Folgen von Krebs in seinem Heimatort Erbach im Alter von 83 Jahren.

## Politik
Von 1967 bis 1990 war Peuser Kreisgeschäftsführer des CDU-Kreisverbandes Limburg-Weilburg, von 1990 bis 1995 stellvertretender CDU-Landesgeschäftsführer und von 1990 bis 1995 Landesgeschäftsführer der Kommunalpolitischen Vereinigung. Peuser war Mitglied der CDU und dort seit 1966 Mitglied des CDU-Kreisvorstands Limburg-Weilburg, von 1990 bis 2000 stellvertretender Kreisvorsitzender, von 1994 bis 2013 Vorsitzender des CDU-Stadtverbands Limburg an der Lahn und von 2000 bis 2015 Kreisvorsitzender der CDU-Limburg-Weilburg.
Kommunalpolitisch war Peuser von 1968 bis 1974 als Gemeindevertreter in Erbach und von 1968 bis 1972 als Mitglied des Kreistags Limburg sowie seit 1972 als ehrenamtlicher Kreisbeigeordneter des Landkreises Limburg-Weilburg aktiv.
Als direkt gewählter Abgeordneter war er seit dem 5. April 1995 im Hessischen Landtag (Wahlkreis: 21 – Limburg-Weilburg I). Dort war er stellvertretender Vorsitzender des Innenausschusses seit 21. März 2006 und Mitglied im Ältestenrat sowie im Hauptausschuss bis zur Landtagswahl in Hessen 2009.

## Ehrungen
- 2007: Deutsche Feuerwehr-Ehrenmedaille des Deutschen Feuerwehrverbandes[4]
- 2013: Bundesverdienstkreuz am Bande
- 2014: Ehrenkreuz des Nassauischen Feuerwehrverbandes am Bande in Silber
- 2015: Alfred-Dregger-Medaille in Gold[5]
- 2015: Ehrenvorsitzender des CDU-Kreisverbandes Limburg-Weilburg
- 2018: Hessischer Verdienstorden[6]